# Regiunea Laâyoune-Boujdour-Sakia El Hamra
Regiunea Laâyoune - Boujdour - Sakia El Hamra a fost una dintre cele 16 unități administrativ-teritoriale de gradul I ale Marocului în 1997-2015. Reședința sa era orașul El Aaiún. Regiunea aparținea zonei disputate Sahara Occidentală.